# Martin Geisler

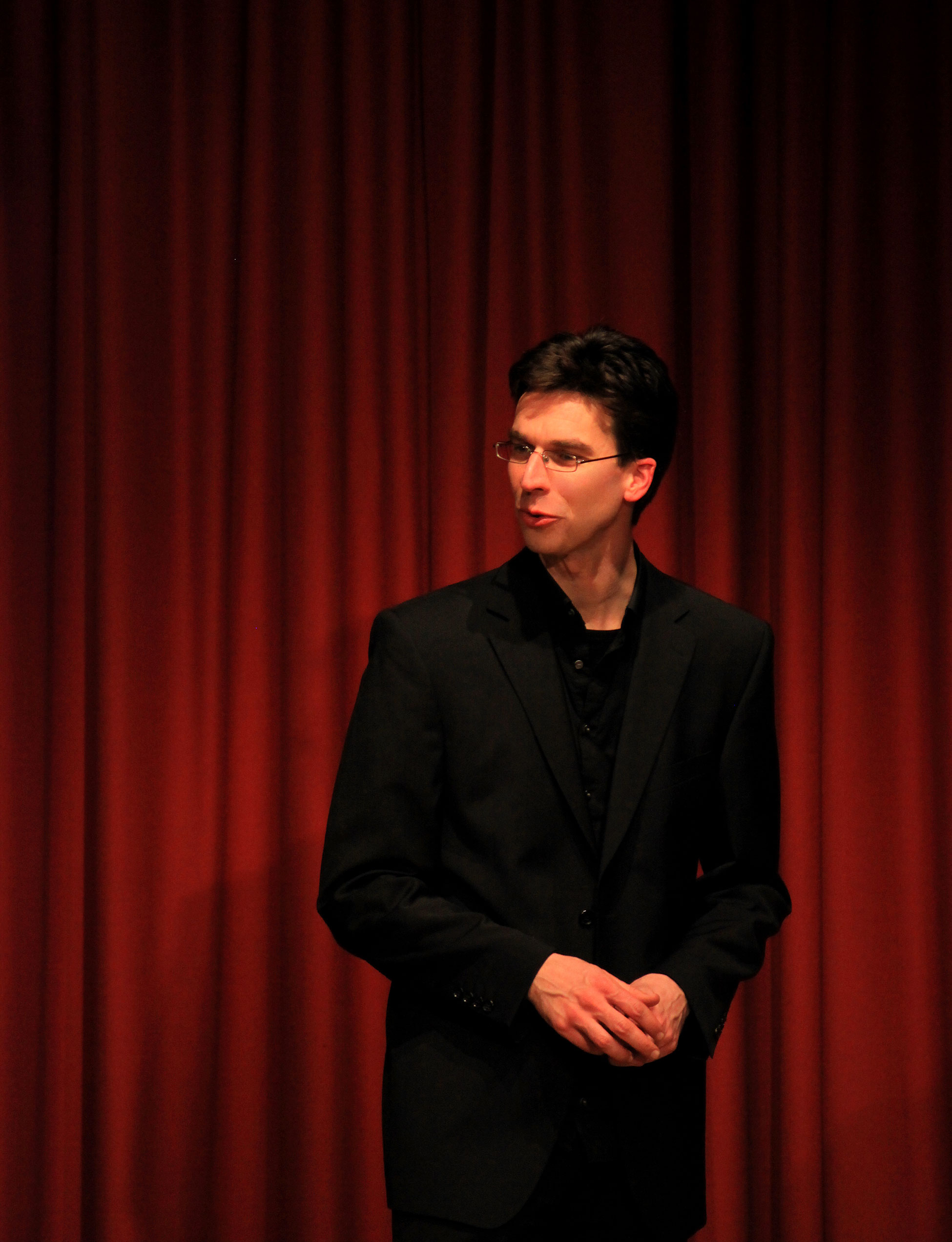
Martin Geisler, Impulsvortrag an der Ernst-Abbe-Hochschule Jena (2018)

Martin Geisler (* 1977 in Erfurt) ist ein deutscher Spiel-, Theater- und Medienpädagoge. Er ist Professor für Kultur und Medien an der Ernst-Abbe-Hochschule in Jena. Zudem ist er künstlerisch in den Bereichen Schauspiel, Film, Malerei, Fotografie und Lyrik aktiv.

## Leben
Geisler war 1996 Absolvent der Walter-Gropius-Schule Erfurt für Kunst und Gestaltung und studierte an der Fachhochschule Erfurt Sozialpädagogik/Sozialarbeit. Von 1999 bis 2002 war er Stipendiat der Studienstiftung des Deutschen Volkes. Von 2001 bis 2004 studierte er an der Universität Erfurt im Aufbaustudium Erziehungswissenschaften. In Kooperation zwischen Universität Erfurt und Fachhochschule Erfurt promovierte er von 2004 bis 2008. Nach seiner Promotion zum Dr. phil. 2009 war er als Referent und Dozent für Medienpädagogik und E-Learning tätig. Zudem arbeitete er freiberuflich für verschiedene Film- und Fernsehproduktionsfirmen und als freier Mitarbeiter des Landesfilmdienst Thüringen. 2007 gründete er das medienpädagogische Institut für Computerspiel – Spawnpoint, das 2020 in Institut für Spiel- und Medienkultur umbenannt wurde. Seit Oktober 2011 ist er an der Ernst-Abbe-Hochschule Jena am Fachbereich Sozialwesen Professor für Kultur und Medien. Dort konzipierte er und leitet den berufsbegleitenden Studiengang Spiel- und Medienpädagogik, der 2017 begann. Seit 2014 ist er Landessprecher der Gesellschaft für Medienpädagogik und Kommunikationskultur – Thüringen. Er ist unter anderem Mitglied der Akademie der Kulturellen Bildung des Bundes und des Landes NRW sowie des Vereins JFF — Jugend Film Fernsehen.

## Wirken

### Wissenschaft, Lehre und Forschung
Der akademische Fokus Geislers liegt auf der medienpädagogischen Auseinandersetzung mit dem digitalen Spiel sowie dessen Bedeutung für die Kulturelle Bildung, die Spielpädagogik und die Kunst. 2009 erforschte Martin Geisler die sozialen Prozesse in Computerspielgemeinschaften. Im Verlauf befasste er sich mit Methoden zur Identitätsarbeit mit modernen Medien, ästhetischer Bildung in digitalen Spielen, der Bedeutung des Symbols Tod im Computerspiel, ökonomiekritischen Aspekten der Digitalisierung und dem Digital Game Based Learning. 2019 veröffentlichte er seine Forschungsergebnisse zur Einstellung, Erfahrung und Haltung von Spielleitenden. In zahlreichen Tagungen, Konferenzen und Symposien tritt Martin Geisler mit Vorträgen und Moderationen auf.

### Spiel-, Theater- und Medienpädagogik
Martin Geisler hat als Medienpädagoge auch Filmprojekte angeleitet und umgesetzt. Seit 2007 engagiert er sich und gestaltet die medienpädagogische Arbeit mit Digitalen Spielen. Vielfältige künstlerische, kulturelle und pädagogische Perspektiven flossen in die Entwicklung des Instituts für Computerspiel – Spawnpoint ein. Darin konzipiert und entwickelt Martin Geisler Modellprojekte zum Einsatz digitaler Spiele in der Bildung. Das Projekt „Mein Avatar und Ich“ wurde 2011 mit dem Dieter-Baacke-Preis ausgezeichnet.
Martin Geisler trat 1999 dem Theaterensemble „ImproVision“ bei. Seit 2005 war er stellvertretender Vorsitzender des Vereins. 2013 und 2014 betrieb ImproVision die Bühne „Atelier Theater Erfurt“. 2013 initiierte Geisler den Thüringer Impro-Cup, der durch die Theatergruppen Thüringens fortgeführt wird. Parallel inszenierte er szenische Lesungen. 2010 bis 2015 war er kabarettistisch mit dem Soloprogramm „Suizidberatung – Ein heiterer Abend für Entschlussfreudige“ unterwegs. 2022 wurde das Programm gemeinsam mit dem Klavierkabarettist Björn Sauer im Thüringer Satiretheater und Kabarett „Die Arche“ neu inszeniert.
Innerhalb seiner Hochschullehre vermittelt Martin Geisler das Theaterspiel als sozialpädagogische Methode. Neben dem Improvisationstheater leitet er Theaterwerkstätten an. Diese zielen insbesondere auf kreative Fähigkeiten, gruppendynamische Prozesse sowie die Stärkung der Persönlichkeit.

### Weiteres Wirken
Als Fotograf widmet sich Geisler der Porträt- und Aktfotografie. Seit 2011 betreibt er die Online-Galerie Augenscheinlicht und seit 2019 das gleichnamige Atelier in Erfurt.
Über 50 eigene Texte flossen 2015 in den Gedichtband „Da steht das Schaf – Tierische Lyrik und andere Kuriositäten“ ein. Im gleichen Jahr erschien das an das schwarzhumorige Kabarettstück angelehnte Buch „Suizidberatung – Ein heiterer Ratgeber für Entschlussfreudige“. Beide Bücher veröffentlichte er bei der von Amazon betriebenen Self-Publishing-Plattform CreateSpace.com.

## Veröffentlichungen (Auswahl)

### Als Autor
- Digitale Spiele in der Medienpädagogik – Einstellungen, Erfahrungen und Haltungen von Spielleitenden. kopaed Verlag. München 2019. ISBN 978-3-86736-635-9
- Clans, Gilden und Gamefamilies – Soziale Prozesse in Computerspielgemeinschaften. Juventa Verlag, Weinheim/München 2009. ISBN 978-3-7799-1797-7
- Da steht das Schaf – Tierische Lyrik und andere Kuriositäten. CreateSpace.com. Charleston 2015. ISBN 978-1-5153-0836-2.
- Suizidberatung: Ein heiterer Ratgeber für Entschlussfreudige. CreateSpace.com. Charleston 2015. ISBN 978-1-5152-5315-0.

### Als Herausgeber
- Spielend berührt. Essays aus dem Projekt Games Mirror – Digitale Spiele als Repräsentationen von Gesellschaft(en). Beltz Juventa. Weinheim/Basel 2025. ISBN 978-3-7799-9006-2
- mit Johannes Rück: Fotopädagogik in der Sozialen Arbeit. Beltz Juventa. Weinheim/Basel 2024. ISBN 978-3-7799-7156-6
- mit Dirk Poerschke, Eik-Henning Tappe, Nadine Berlenbach: Lasst uns spielen! Medienpädagogik und Spielkulturen. kopaed Verlag. München 2022. ISBN 978-3-96848-668-0
- Spiel- und Medienpädagogik. Theorie – Methoden – Praxis. Kohlammer-Verlag. Stuttgart. ISBN 978-3-17-034769-4